# Mihályi Ernő (operaénekes)
Legenyei Mihályi Ernő, Mihályi Ernő János Ignác (Kalocsa, 1869. július 16. — Budapest, 1949. március 10.) színész, tenorénekes.

## Családja
Mihályi Ignác és Grélinger Angyalka fia. Felesége Keresztély Vilma, győri születésű színésznő, akivel 1901. szeptember 21-én lépett házasságra Budapesten. Leányai: Mihályi Vilcsi, férjhez ment, majd lelépett a pályáról. Mihályi Alice, szintén színésznő volt és ő is lelépett a pályáról, amint férjhez ment. Fia Mihályi Ernő színművész.

## Életútja
Színésszé lett 1898. január 1-én. Előbb a Népszínház énekkarában működött. 1905. november 7-én fellépett a Király Színházban, a Bolygó görög Ullysses szerepében. 1906. virágvasárnapján Krecsányi Ignáchoz szerződött, majd 1907. augusztus havában a Magyar Királyi Operaház kötelékébe lépett. Ezután újra vidéken működött (Temesvár, Pozsony, Arad), 1915-ben ismét az Operaház tagja volt.